# شيرلي تيمبل
شيرلي تيمبل بلاك  (بالإنجليزية: Shirley Temple) (وُلدت في 23 من نيسان/إبريل 1928م-توفيت 10 شباط 2014)، هي ممثلة سينمائية وتلفزيونية ومغنية وراقصة ومؤلفة سيرة ذاتية وسفيرة أمريكية سابقة في غانا وتشيكوسلوفاكيا. وقد بدأت في مهنة التمثيل السينمائي عام 1932م عندما كان عمرها ثلاثة أعوام، وحازت على شهرة دولية عام 1934م عن دورها في فيلم العيون اللامعة (فيلم من إنتاج عام 1934م) وهو فيلم مميز تم إعداده بشكل خاص ليناسب مهاراتها. وقد نالت جائزة (Juvenile Academy Award) عام 1935م وتناوبت مشاركتها في الأفلام المشهورة مثل القمة الملتفة وهيدي (فيلم من إنتاج عام 1937م) عامًا تلو الآخر خلال فترة منتصف ثلاثينيات القرن العشرين وحتى آخرها. وقد شملت المشتريات التي استوحت صورتها عليها على الدُمى والأطباق والملابس. وانخفضت شعبيتها في ترتيب البوكس أوفيس في سن المراهقة وتركت مجال صناعة السينما عندما كان عمرها 12 عامًا. وظهرت في أفلام قليلة بجودة مختلفة في منتصف سنوات المراهقة وحتى آخرها، وقد اعتزلت المشاركة في الأفلام نهائيًا عام 1950م وكان عمرها 22 عامًا، وتصدرت ترتيب البوكس أوفيس لأربعة أعوام (1935م–1938م) في استفتاء لصحيفة Motion Picture Herald.
وعادت شيرلي لمجال العروض الفنية عام 1958م بالاشتراك في مسلسل تلفزيوني متنوع الأحداث عن حكايات الجن استمر لموسمين. وشاركت بأدوار ضيوف العمل في عروض تليفزيونية مختلفة في أوائل ستينيات القرن العشرين وقامت بتصوير عن مواقف متنوعة لأحد الطيارين ولكنه لم يعرض أبدًا. وتولت مناصب إدارية في العديد من الشركات والمنظمات التي تشمل شركة والت ديزني (The Walt Disney Company) وديل مونتي فودز (Del Monte Foods) والاتحاد القومي للحياة البرية (National Wildlife Federation). وفي عام 1967م، تم انتخابها بالكونجرس الأمريكي وتم تعيينها سفيرًا للولايات المتحدة في غانا عام 1974م وتشيكوسلوفاكيا في عام 1989م، وفي عام 1988م نشرت قصة حياتها الطفل النجم. حازت تيمبل على العديد من الجوائز والأوسمة بما في ذلك جائزة مركز كينيدي أونورز ووجائزة جويلد من نقابة ممثلي الشاشة.
وتحتل تيمبل المرتبة الثامنة عشر في قائمة للمؤسسة الأمريكية للأفلام (AFI) التي تضم أعظم أساطير الشاشة الأمريكية من الممثلات وهي بذلك تعتبر صاحبة الترتيب الأعلى لمن هم على قيد الحياة من هؤلاء المائة.

## حواش
1. ↑   https://books.google.com/books?id=5bY3DwAAQBAJ&pg=PP17&lpg=PP17&dq=shirley+temple+black+death+certificate#v=onepage. {{استشهاد ويب}}: |url= بحاجة لعنوان (مساعدة) والوسيط |title= غير موجود أو فارغ (من ويكي بيانات) (مساعدة)
2. ↑  www.acmi.net.au (بالإنجليزية), QID:Q120061370
3. ↑   https://www.plzen.eu/obcan/o-meste/informace-o-meste/oceneni-mesta/chap_342/oceneni-mesta.aspx. {{استشهاد ويب}}: |url= بحاجة لعنوان (مساعدة) والوسيط |title= غير موجود أو فارغ (من ويكي بيانات) (مساعدة)
4. ↑   https://walkoffame.com/shirley-temple/. اطلع عليه بتاريخ 2022-09-21. {{استشهاد ويب}}: |url= بحاجة لعنوان (مساعدة) والوسيط |title= غير موجود أو فارغ (من ويكي بيانات) (مساعدة)
5. ↑  "Shirley Temple". biography.com. مؤرشف من الأصل في 13 أبريل 2019. اطلع عليه بتاريخ August 15 2012. {{استشهاد ويب}}: تحقق من التاريخ في: |تاريخ الوصول= (مساعدة)
6. ↑  Balio 227
7. ↑  Windeler 26

## الأعمال المقتبسة
- Balio, Tino (1995) [1993]. Grand Design: Hollywood as a Modern Business Enterprise, 1930–1939. University of California Press. ISBN:0-520-20334-8.
- Barrios, Richard (1995). A Song in the Dark: The Birth of the Musical Film. Oxford University Press. ISBN:0-19-508810-7.
- Black, Shirley Temple (1989) [1988]. Child Star: An Autobiography. Warner Books, Inc. ISBN:0-446-35792-8.
- Burdick, Loraine (2003). The Shirley Temple Scapbook. Jonathan David Publishers, Inc. ISBN:0-8246-0449-0.
- Dawicki, Shelley (10 أغسطس 2005). "In Memoriam: Charles A. Black". Woods Hole Oceanographic Institution. مؤرشف من الأصل في 2011-12-02. اطلع عليه بتاريخ 2011-02-10.
- Edwards, Anne (1988). Shirley Temple: American Princess. William Morrow and Company, Inc. ISBN:068806051X.
- Life Staff (16 سبتمبر 1946). "Tempest Over Temple: Shirley sips liquor and the W.C.T.U. protests". Life. ج. 21 ع. 12: 140.
- Thomas, Andy؛ Scheftel, Jeff (1996)، Shirley Temple: The Biggest Little Star، Biography، A&E Television Networks، ISBN:0-7670-8495-0
- Windeler, Robert (1992) [1978]. The Films of Shirley Temple. Carol Publishing Group. ISBN:0-8065-0725-X.
- Zipes, Jack، المحرر (2000). The Oxford Companion to Fairy Tales. Oxford University Press. ISBN:0-9653635-7-0.

## قائمة المصادر
- Bogle, Donald (2001) [1974]. Toms, Coons, Mulattoes, Mammies, and Bucks: An Interpretive History of Blacks in American Films. The Continuum International Publishing Group Inc. ص. 45–52. ISBN:0-8264-1267-X.
- Cook, James W.؛ Glickman, Lawrence B.؛ O'Malley, Michael (2008). The Cultural Turn in U.S. History: Past, Present, and Future. University of Chicago Press. ص. 186ff. ISBN:978-0-226-11506-1.
- Basinger, Jeanine (1993). A Woman's View: How Hollywood Spoke to Women, 1930–1960. Wesleyan University Press. ص. 262ff. ISBN:0394563514.
- Everett, Charles (2004) [1974]. "Shirley Temple and the House of Rockefeller". Jump Cut: A Review of Contemporary Media ع. 2: 1, 17–20. مؤرشف من الأصل في 2019-08-03.
- Thomson, Rosemarie Garland، المحرر (1996). Freakery: Cultural Spectacles of the Extraordinary Body. New York University Press. ص. 185–203. ISBN:0-8147-8217-5.

## وصلات خارجية
- شيرلي تيمبل على موقع IMDb (الإنجليزية)
- شيرلي تيمبل على موقع الموسوعة البريطانية (الإنجليزية)
- شيرلي تيمبل على موقع روتن توميتوز (الإنجليزية)
- شيرلي تيمبل على موقع مونزينجر (الألمانية)
- شيرلي تيمبل على موقع ألو سيني (الفرنسية)
- شيرلي تيمبل على موقع ميوزك برينز (الإنجليزية)
- شيرلي تيمبل على موقع تيرنر كلاسيك موفيز (الإنجليزية)
- شيرلي تيمبل على موقع أول موفي (الإنجليزية)
- شيرلي تيمبل على موقع قاعدة بيانات الأفلام السويدية (السويدية)
- شيرلي تيمبل على موقع إن إن دي بي (الإنجليزية)
- Shirley Temple Movies List
- Photographs of Shirley Temple